# Metrojet Flight 9268
Metrojet Flight 9268 var en charterflygning med en Airbus A321 som den 31 oktober 2015 havererade i Sinaiöknen, troligtvis efter att en bomb exploderat ombord. Flygplanet, som ägdes av det ryska flygbolaget Metrojet, var på väg från turistorten Sharm el-Sheikh i Egypten till Sankt Petersburg i Ryssland. Samtliga 224 personer på planet omkom, vilket inkluderade sju besättningsmedlemmar, 192 vuxna passagerare, och 25 barn. Passagerarna var huvudsakligen ryska turister.
Flygplanet försvann från radarn 22 minuter efter start och befann sig då 9 500 meter över havet, det vill säga på kryssninghöjd. Precis innan försvinnandet förlorade flygplanet 2 000 höjdmeter inom loppet av några sekunder. Inget nödanrop skickades ut. Vrakdelarna hittades senare ungefär 35 kilometer söder om el-Arish.
Efter kraschen hävdade Islamiska statens Sinai-gren att man låg bakom haveriet, och publicerade efter några dagar en bild på den bomb man sade sig ha detonerat ombord. Ryska utredare hittade spår av sprängmedel i vraket, och menade att flygplanet utsatts för en bomb med en sprängkraft på 1kg TNT. Amerikanska satelliter registrerade en värmeblixt runt planet vid tiden före kraschen, vilket tyder på en "katastrofal explosion eller upplösning". Initialt avvisade Egyptens president Abd al-Fattah al-Sisi Islamiska statens påståenden som propaganda, men den 24 februari 2016 medgav han att haveriet hade orsakats av "terrorism".
Offrens familjer försökte stämma Egyptens dåvarande premiärminister Sherif Ismail samt flera andra högt uppsatta egyptiska tjänstemän för oaktsamhet, men en egyptisk appellationsdomstol fastslog att kraschen inte var en terrorattack och att dödsoffrens identitet ej fastställts officiellt. Familjerna blev därför utan ersättning.

### Fotnoter
1. 1 2  Ashley Fantz,Nic Robertson (2 november 2015). ”Russian plane victims: ‘It’s a horror … to lose so many children’” (på engelska). CNN. https://www.cnn.com/2015/11/02/world/russian-plane-crash-victims/index.html. Läst 8 mars 2024.
2. 1 2 3 4  A. B. C. News. ”The Mysterious Metrojet Plane Crash: A Timeline of Events” (på engelska). ABC News. https://abcnews.go.com/International/mysterious-metrojet-plane-crash-timeline-events/story?id=34910355. Läst 8 mars 2024.
3. ↑  Jason Hanna,Michael Martinez,Jennifer Deaton (18 november 2015). ”ISIS publishes photo of what it says is bomb that downed Russian plane” (på engelska). CNN. https://www.cnn.com/2015/11/18/middleeast/metrojet-crash-dabiq-claim/index.html. Läst 8 mars 2024.
4. ↑  ”Russia says terrorist bomb brought down Metrojet aircraft”. www.ft.com. https://www.ft.com/content/3cf20204-8d06-11e5-a549-b89a1dfede9b. Läst 8 mars 2024.
5. ↑  ”US says detected heat flash around Russian jet before crash” (på engelska). France 24. 4 november 2015. https://www.france24.com/en/20151104-us-heat-flash-russia-jet-egypt-sinai. Läst 8 mars 2024.
6. ↑  ”Egypt's Sisi accepts Sinai jet crash was 'terrorism'” (på brittisk engelska). BBC News. 24 februari 2016. https://www.bbc.com/news/world-middle-east-35654469. Läst 8 mars 2024.
7. 1 2  The Moscow Times (4 mars 2020). ”Deadly Russian Plane Crash ‘Not Terrorism,’ Egypt Says” (på engelska). The Moscow Times. https://www.themoscowtimes.com/2020/03/04/deadly-russian-plane-crash-not-terrorism-egypt-says-a69511. Läst 8 mars 2024.